# Futbolniy Klub Sportakademklub
Futbolniy Klub Sportakademklub - em russo:  ФК «Спортакадемклуб» - é um clube de futebol russo, da cidade de Moscou, capital do país. Atua na Liga de Futebol Amador, a quarta divisão do Campeonato Russo.
Fundado em 1992, disputou a Segunda Divisão apenas uma vez, em 2008, quando terminou rebaixado. Na temporada seguinte, caiu para a quarta divisão e perdeu seu estatuto profissional, que existia desde 1994.
Manda suas partidas no Estádio FOP, com capacidade para 10.000 torcedores. As cores do clube são verde e preto.

## Títulos
O Sportakademclub nunca conquistou títulos em sua história.